# Famille de Luxe
La maison de Luxe est intimement liée à l'histoire de la Basse-Navarre au Moyen Âge et remonte aux vicomtes de Dax et du Duché de Vasconie, tout comme la famille Gramont avec laquelle ils s'affronteront du XIVe siècle au XVIe siècle.
L'histoire des Luxe se compose de deux parties. Des origines à 1524 ils constituent un élément fondamental de l'histoire de la Basse-Navarre et du royaume de Navarre. Après cette date et la disgrâce de Jean IV de Luxe, partisan de Charles Quint, le titre sera porté par une noblesse ayant par ailleurs des titres prestigieux comme les Montmorency pour lesquels les terres de Cize et d'Ostabarret ne représentent pas grand-chose.

## Seigneurs de Luxe
Le nom de la lignée provient du toponyme lucu signifiant « bois » ou « bois sacré » en latin.

### Avant 1524
Les Luxe sont barons de Luxe, Lantabat et Ostabat,. Ils deviennent vassaux du roi de Navarre en 1196.
Chacun des personnages ci-dessous est le fils du précédent sauf mention contraire. 
- Arnaud Ier Garcia, seigneur de Mixe et d'Ostabarret (première moitié du XIe siècle). Il est le frère de Bergon Ier Garcia, seigneur de Gramont, à l'origine de la maison de Gramont. Les deux sont les enfants de Garcie Arnaud, vicomte de Dax.
- Garcie Arnaud (seconde moitié du XIe siècle). Second fils de Arnaud Ier Garcia, il reçoit les baronnies de Mixe, de Lantabat et d'Ostabat, démembrées de l'Ostabarret.
- Brasc García (après 1070 - ~1130).
- Pierre. Marié vers 1130.
- Brasc García II. Marié vers 1160, il succède à son père en 1163.
- Pierre Arnaud I. Il accompagne Sanche VII de Navarre à la bataille de Las Navas de Tolosa (1212). Il se marie vers 1190.
- Pierre Arnaud II. Il fonde la bastide d'Ostabat avec des murailles qui seront presque aussitôt démantelées par Sanche VII de Navarre en 1228. Il fait don en 1227 à l'abbaye de Lahonce des terres de Behaune en Lantabat. Il se marie vers 1220.
- Brasc García III. Il accompagne Thibaut II de Navarre à la huitième croisade avec Louis IX en 1270. En 1276 il participe pour le compte de Philippe III le Hardi (régent du royaume de Navarre) et sous la direction d'Eustache de Beaumarchais à la répression de la révolte des bourgeois de Pampelune organisée par Garcia Almoravid, ricombre de Navarre.
- Arnaud Loup I (mort avant 1324). Il acquiert le titre de ricombre. Il se marie en 1308 avec Jeanne de Caupenne. Son frère Pées (Pierre) devient lui-même ricombre en 1350.
- Arnaud Loup II (? - 1371). Ricombre et chambellan de Charles II de Navarre. Il organise une ligue de seigneurs contre les Gramont. En 1356 il mène une ambassade pour Louis de Navarre afin de délivrer Charles II de Navarre captif de Jean II le Bon. En 1360 il commande les possessions navarraises dans le Cotentin (Cherbourg). Il se marie avec Jeanne de Miossens.

Arnauton, fils de Arnaud Loup II meurt avant son père. La lignée continue au travers des filles.
- Mossen Rodrigo d'Uriz. Ricombre et chambellan du roi il devient baron de Luxe en épousant Jeanne de Luxe, première fille de Arnaud Loup II. Il est exécuté en 1377 pour crime de lèse-majesté.
- Arnaud Sanche IV de Tardets (? - ~1412), seigneur de Tardets et d'Ahaxe, ricombre de Navarre. Il devient baron de Luxe en épousant Saurine (Saora) de Luxe, seconde fille de Arnaud Loup II. Sous la pression de Charles II de Navarre il met fin à la fronde contre les Gramont en 1384 ; la chapelle Saint-Antoine à Musculdy sera construite à cette occasion[7].
- Arnaud Loup (Arnauton) III de Tardets Luxe. Ricombre et chambellan du roi, il commande les places de Tudela et de Corella.
- Tristan I de Luxe. Il se marie avec María (Marie, Margarita) de Navarre en 1407.
- Jean I de Luxe. Il est ricombre de Navarre et chambellan de la princesse de Viane. Il est l'allié des Beaumont (comtes de Lerín) contre les Gramont au cours de la guerre civile navarraise et prend la forteresse de Saint-Jean-Pied-de-Port en 1451. Il se marie avec María de Peralta en 1433.
- Tristan II de Luxe (? - 1452). Il dirige la faction des Beaumont en Basse-Navarre en 1452.
- Jean II de Luxe. Il succède à son père en 1457. Il se marie en 1457 avec Juana (Jeanne) de Beaumont, fille de Louis de Beaumont, comte de Lerín.
- Jean III de Luxe (~1470 - ~1519). Il se marie avec Isabelle (Gabrielle) d'Isalguier baronne de Fourquevaux, dame de Sainte-Livrade et de Labastide en 1493.
- Jean IV de Luxe (? - 1559). Allié de Charles Quint, il lui conseillera la campagne de 1523, confiée à Philibert de Chalon, qui dévastera une grande partie de la Basse-Navarre. Il se trouvera fort seul lorsque Charles Quint décide d'abandonner les territoires au nord des Pyrénées. En 1524 Henri II d'Albret décide la destruction du château de Luxe et la confiscation d'une partie de ses biens[4]. Il épouse en 1534 Isabeau de Gramont.

### Après 1524
- Charles de Luxe (1535 - 1604)

Les guerres de religion permettront un bref retour des Luxe dans l'histoire locale avec Charles de Luxe, engagé dans le camp catholique. Cette embellie ne durera pas bien longtemps, l'homme étant la cible de Henri III de Navarre qui, une fois devenu Henri IV, veillera à l'écarter de la vie publique. Il avait épousé en 1564 Claude de Saint-Gelais-Lezignem, fille de Louis de Saint-Gelais, puis en 1584, Marie de Jaurgain d'Ossas.
Charlotte Catherine de Luxe, première fille et héritière de Charles de Luxe, dame de Luxe, Ostabat, Lantabat, Ahaxe, Tardets, épouse en 1593 Louis de Montmorency, vicomte de Bouteville, vice-amiral de France.
Les détenteurs du titre n'auront par la suite que peu de relations avec la Basse-Navarre. Après avoir déserté Luxe, il quitteront également Tardets pour s'installer à Paris où ils s'attribueront les titres fantaisistes de « comte souverain » ou « prince » de Luxe.